# Voyage en train plombé de Lénine

Carte du trajet de Lénine en « train plombé ».

Du 27 mars au 3 avril 1917, Vladimir Ilitch Lénine effectue dans une Europe en pleine guerre son retour en Russie accompagné de 31 adultes et de 2 enfants. Le voyage en « train plombé » de Lénine est le fruit d'un accord entre le révolutionnaire russe et l'Allemagne qui encourage pour des raisons stratégiques cette arrivée de Lénine afin d'accélérer la déstabilisation de l'ennemi russe. Ce retour permettra à Lénine de prendre la tête de la révolution d'Octobre permettant d'instaurer  l'Union soviétique.
L'expression « train plombé » désigne en réalité l'immunité diplomatique dont bénéficient Lénine et son entourage durant leur périple qui s'effectue à bord d'un train de voyageurs normal. Le convoi traverse l'Allemagne du sud au nord. Après une traversée de la mer Baltique  en ferry, les voyageurs se retrouvent en Suède d'où ils gagnent la frontière finlandaise, alors partie de l'Empire russe. Le 3 avril, Lénine arrive à la gare de Finlande de Petrograd, où il est accueilli par une foule de sympathisants.

## Contexte
Au début de 1917, comme l'ensemble des exilés politiques russes, Lénine, qui se trouve toujours en Suisse, est pris de court lorsque la révolution de Février éclate : discrédité par son incurie et par les difficultés de l'armée russe sur le front de l'Est, le régime tsariste s'effondre. Comme en 1905, des soviets apparaissent dans tout le pays ; si les socialistes-révolutionnaires et les mencheviks participent à la révolution, les bolcheviks n'y tiennent quasiment aucun rôle ; après l'abdication de Nicolas II, un gouvernement provisoire est formé, mais son autorité est bientôt en compétition avec celle du Soviet de Petrograd,. Dans le courant du mois de mars, Lénine envoie à la Pravda, qui peut reparaître en Russie, une série de textes — appelés par la suite les « lettres de loin » — dans lesquels il prône le renversement du Gouvernement provisoire : la rédaction du journal (Kamenev et Staline, tout juste libérés de leur exil sibérien), gênée par le radicalisme des lettres de Lénine, s'abstient de les publier, à une exception près.

## Accord avec l'Allemagne
Lénine tente de trouver le moyen de rentrer le plus vite possible en Russie : il pense tout d'abord à demander de l'aide au Royaume-Uni, où vivent nombre de ses amis socialistes, mais les Alliés ne sont guère disposés à lui faciliter les choses, le maintien de la Russie dans la guerre étant essentiel pour eux.  
L'aide décisive pour Lénine vient finalement de l'Allemagne. Après que Martov a lancé l'idée de demander l'aide à  ce pays, les bolcheviks prennent contact, via l'intermédiaire de socialistes suisses, avec des agents allemands. Zinoviev représente ensuite Lénine durant les négociations avec ceux-ci ; Lénine pose comme condition que le wagon du train qui transportera les révolutionnaires russes bénéficie d'un statut d'extraterritorialité, afin d'éviter toute accusation de coopération avec l'Allemagne. L'accord avec les autorités allemandes, négocié à Berne avec l'envoyé allemand Gisbert von Romberg (de), consistait en ce que les passagers traversant le pays devaient refuser catégoriquement de rencontrer ou de parler à qui que ce soit,,. Lénine exige que les passagers payent de leur poche leur billet, ne soient soumis à aucun contrôle d'identité et embarquent leurs propres denrées alimentaires au départ.  
Le voyage en train passe ensuite à la postérité sous le nom du « wagon plombé », terme inventé par la propagande bolchévique pour tenter de démontrer l'indépendance de Lénine à l'égard de l'Empire allemand. Il s'agissait en réalité d'un train ordinaire. L'accord  suscite par la suite une polémique, certains accusant Lénine d’avoir été acheté par le gouvernement allemand,, voire d'être un traître à la Russie. Dans la réalité, Lénine et les Allemands ont consciemment tiré avantage les uns des autres, chacun profitant de cette alliance momentanée pour favoriser ses propres intérêts : l'Empire allemand voit surtout d'un très bon œil le retour en Russie d'agitateurs politiques, et compte sur Lénine et les autres pour désorganiser un peu plus la Russie ; Lénine, quant à lui, use de tous les moyens disponibles pour atteindre son objectif révolutionnaire,. Winston Churchill a décrit l'accord entre l'Allemagne et le révolutionnaire bolchévique en ces termes :

« Ils tournèrent contre la Russie la plus affreuse de toutes les armes. Ils firent transporter Lénine, de Suisse en Russie, comme un bacille de la peste, dans un wagon plombé. »

## Voyage
Les révolutionnaires quittent la gare centrale de Zurich le 27 mars ; outre Lénine, le train transporte une trentaine de bolcheviks et d'alliés de Lénine, dont Grigori Zinoviev, Inessa Armand et Karl Radek. Un premier train les amène à Schaffhouse.
Le « train plombé » allemand les y attend et les mène au village frontalier de Thayngen. Là, la douane suisse saisit une partie des denrées alimentaires des voyageurs qui ont dépassé les limites légales autorisées. Le convoi allemand est composé d'une locomotive à vapeur et d'une unique voiture. Les Russes occupent les cinq premiers compartiments. Deux officiers allemands, chargés de surveiller le convoi, occupent le dernier compartiment. Pour matérialiser la frontière entre la zone extra-territoriale et la zone allemande, Fritz Platten, le socialiste suisse accompagnant les Russes a tracé une ligne à la craie au sol entre les deux zones. Il est le seul qui peut la franchir, assurant ainsi la communication entre les deux parties. La circulation du « train plombé » constitue une opération logistique lourde pour l'Allemagne en guerre. Des convois en partance pour le front doivent être retardés et des manœuvres militaires suspendues. Même le train du fils de l'empereur doit laisser la priorité à celui de Lénine.
En chemin, Lénine rédige un document, connu par la suite sous le nom des Thèses d'avril : dans cette série de dix textes, il établit un plan d'action radical, contredisant la notion marxiste selon laquelle une révolution bourgeoise est un stade nécessaire pour le passage au socialisme et prônant le passage direct, en Russie, à une révolution prolétarienne ; dans la perspective de la transformation de la révolution russe en révolution socialiste, les paysans pauvres devront faire partie de la nouvelle vague révolutionnaire.
Le 29 mars, le convoi arrive à Berlin et y stationne 20 heures dans l'attente de l'arrivée au port de Sassnitz du ferry devant les mener en Suède. Le 30 mars, 6 jours après leur départ de Suisse, les exilés atteignent le port de Sassnitz sur la mer Baltique. Les Russes gagnent la Suède en ferry. Ils y sont reçus par un comité d'accueil socialiste. À la frontière finno-suédoise, les autorités britanniques ont dépêché un officier chargé d'empêcher le passage de Lénine. Cependant, il ne veut pas prendre la responsabilité de l'arrêter sans l'accord de Pavel Milioukov, le ministre des Affaires étrangères du gouvernement provisoire russe. Ses télégrammes ne reçoivent pas de réponse, la Russie célèbre à cette période la pâque orthodoxe, il multiplie alors les tracas administratifs pour gagner du temps mais finit par laisser passer le convoi.
Le 3 avril, Lénine arrive à la gare de Finlande de Petrograd, où le parti communiste a disposé drapeaux rouges, bouquets et arches florales. il est accueilli triomphalement par une foule de sympathisants, au son de La Marseillaise. Lénine ne prête guère attention à Nicolas Tcheidze (Nicolas Tchkhéidzé), le président menchevik du Soviet de Petrograd venu l'accueillir, et se lance aussitôt dans un discours prônant une révolution socialiste mondiale. À la sortie de la gare, il monte sur le véhicule blindé chargé de le conduire au QG des bolcheviks. Là, il reprend la parole. Le convoi se remet en route à environ 1 heure du matin. Lénine multiplie les arrêts et harangue les Pétersbourgeois venus nombreux à sa rencontre. 
Un second train, par la même voie, emmène plus tard Martov, le chef des mencheviks et plusieurs de ses proches comme Axelrod, Riazanov, Lounatcharski et Sokolnikov, dont plusieurs se rallieront aux bolcheviks après leur arrivée en Russie,.

### Filmographie
- Un train pour Petrograd de Damiano Damiani sorti en 1988.

### Bande dessinée
- Dans la bande dessinée Vendetta, la vengeance des Oulianov, de  Loulou Dédola et Lelio Bonaccorso  parue en 2021 l'épisode du voyage en train plombé apparaît mettant au jour les conditions du voyage de Lénine, ainsi que les exigences allemandes concernant celui-ci.